# Andrzej Jarosik
Andrzej Władysław Jarosik (Sosnowiec, 1944. november 26. – Saint-Mandrier-sur-Mer, 2024. április 23.) válogatott lengyel labdarúgó, csatár.

## Pályafutása

### Klubcsapatban
1958–1974 között a Zagłębie Sosnowiec labdarúgója volt. A csapattal kétszer nyert lengyel kupát. Az 1969–70-es és 1970–71-es idényekben a bajnokság gólkirálya lett. 1974–1987 között Franciaországban játszott. 1974–1976 között az RC Strasbourg, 1976–1977 között a Toulon játékosa volt.

### A válogatottban
1965–1972 között 25 alkalommal szerepelt a lengyel válogatottban és 11 gólt szerzett. Tagja volt az 1972-es müncheni olimpiai játékokon aranyérmet nyert csapatnak, de mérkőzésen nem szerepelt.

## Sikerei, díjai
Zagłębie Sosnowiec
- Lengyel bajnokság
  - gólkirály (2): 1969–70, 1970–71
- Lengyel kupa
  - győztes (2): 1962, 1963